# Municipio de Inland (Míchigan)
El municipio de Inland (en inglés: Inland Township) es un municipio ubicado en el condado de Benzie en el estado estadounidense de Míchigan. En el año 2010 tenía una población de 2070 habitantes y una densidad poblacional de 22,09 personas por km².

## Geografía
El municipio de Inland se encuentra ubicado en las coordenadas 44°38′35″N 85°52′8″O / 44.64306, -85.86889. Según la Oficina del Censo de los Estados Unidos, el municipio tiene una superficie total de 93.71 km², de la cual 92,65 km² corresponden a tierra firme y (1,14 %) 1,06 km² es agua.

## Demografía
Según el censo de 2010, había 2070 personas residiendo en el municipio de Inland. La densidad de población era de 22,09 hab./km². De los 2070 habitantes, el municipio de Inland estaba compuesto por el 97,15 % blancos, el 0,29 % eran afroamericanos, el 1,45 % eran amerindios, el 0,24 % eran asiáticos, el 0,19 % eran de otras razas y el 0,68 % eran de una mezcla de razas. Del total de la población el 1,69 % eran hispanos o latinos de cualquier raza.